# Inés Teresa Hortensia Flouret
Inés Teresa Hortensia Flouret (Deán Funes, 1 de septiembre de 1926-19 de enero de 2019) fue una diplomática argentina. Fue la primera mujer que ingresó al Servicio Exterior de la Nación, llegando a desempeñarse como embajadora de la Argentina en la India (con acreditación en Sri Lanka), así como también en Noruega.

## Biografía
Flouret se graduó en Relaciones Internacionales en la Universidad Nacional de Rosario e ingresó al Instituto del Servicio Exterior de la Nación en 1952. Fue la primera mujer admitida a la carrera diplomática de manera profesional y una de las primeras en ser aceptadas en la carrera como internacionalista en la universidad rosarina.
Para finales de 1980 se desempeñó como embajadora argentina en Noruega, delegación de la que antes se había desempeñado como secretaria de embajada. En esa misma década, quedó al frente de la delegación argentina frente a las Naciones Unidas como encargada de negocios. Fue posteriormente dejada cesante por el gobierno autoproclamado Proceso de Reorganización Nacional por motivos ideológicos junto con otro extenso grupo de diplomáticos.
Entre 1986 y 1989, ya recuperada la democracia, fue designada por el gobierno de Raúl Alfonsín como embajadora argentina en la India, siendo acreditada también en Sri Lanka.
Por otro lado, fue accionista de una radio y de un canal de televisión. Fue inhumada en el Cementerio Parque Memorial de Pablo Nogués en la provincia de Buenos Aires.